# Кабинетные войны
Кабинетные войны (нем. Kabinettskriege, Kabinettskrieg немецкое произношение: [kabiˈnɛtsˌkʁiːɡə]) — термин, используемый для описания войн конца XVII—XVIII веков в Европе. Название связано с тем, что ведением войн руководил «кабинет» министров или советников монарха.
В отличие от религиозных войн XVI и первой половины XVII века (таких как Шмалькальденская война, Тридцатилетняя война), целью войн конца XVII—XVIII являлось не изменение образа жизни или политических и экономических институтов другого народа, а увеличение владений одного монарха за счёт владений другого монарха, или получение от противника каких-либо иных уступок.
Война стала делом профессионалов. Солдаты, численность которых была сравнительно невелика, вербовались из низов общества. Среди них было много иностранцев. Офицерами были дворяне, для которых воинская служба своему монарху оставалась долгом со времен средневековья. Офицеров воюющих сторон связывало профессиональное братство и общий аристократический круг Европы.
Профессиональная армия посылалась монархом в любое место для осуществления его династических или иных интриг. Военные были обучены убивать военных противника по причинам, им не понятным, и в далёких землях, им безразличных.
При этом в данный период сложилось чёткое представление о законах и обычаях войны. В книге Гроция «De jure belli ас pacis» («О праве войны и мира», 1625 — 1631) устанавливались обязательные «правила» для цивилизованных государств, затем появился труд Ваттеля «Le droit des gens» («Право народов», 1758), который внёс в эти правила некоторые изменения. Сражения обычно происходили на определённом расстоянии от населенных пунктов, что уменьшало их воздействие на мирное население. 
Войны стали менее разрушительными, но они тянулись долго без достижения каких-либо существенных результатов. 
Даниель Дефо в 1697 году писал:

Теперь стало обычным, чтобы армии по пятьдесят тысяч человек с каждой стороны стояли друг против друга в засаде и проводили бы всю кампанию, прячась или, как это принято называть, наблюдая друг за другом, а потом расходились бы по зимним квартирам. Все дело в принципах ведения военных действий, которые теперь так же отличаются от прежних, как длинные парики от бородок клинышком или современные нравы от обычаев прежних времен. Сегодняшние принципы ведения войны заключаются в следующем:
Никогда не вступать в бой, не имея очевидных преимуществ, и всегда располагаться лагерем таким образом, чтобы можно было избежать боя.
И если командующие армиями противников оба хорошенько соблюдают эти правила, почти невероятно, чтобы они вступили в бой друг с другом.

Дефо отмечал, что такой способ ведения войны требует больше денег и меньше жертв, чем войны прежних времён.

Эта боязнь битв, характерная для времен постоянного наемного войска, происходила не из каких-либо духовных или нравственных побуждений, но сама собой возникала из сущности наемного войска; после того как мушкет победил пику, или, вернее, между обоими этими видами оружия был найден компромисс в штыке, это войско в сражении представляло собой подвижную машину для стрельбы... 
...О действии этих залпов создалось несколько преувеличенное представление; оно не совсем правильно, так как кремневые ружья были далеко не опасны: из них могли стрелять лишь на дистанции 200 шагов, не имея возможности прицеливаться при стрельбе (не было прицелов). Гораздо более опустошительно было действие пушек среди тесно сплоченных рядов; артиллерия с ее картечным огнем делала битвы того времени чрезвычайно кровавыми. Средняя цифра потерь обычно достигала трети войска; при Колине пруссаки потеряли 37%, при Цорндорфе — 33% (русские даже 40%), при Куннерсдорфе — 35%, при Торгау — 27%...
...Здесь следует еще учесть весьма существенную разницу, что у наемных войск не было видов на подкрепление или запасные части. Самое большее, на что они могли рассчитывать, это на новую вербовку для похода в следующем году. Уже этих указаний было бы достаточно, чтобы понять, что генералы XVII и XVIII столетий гораздо больше повиновались необходимости, чем собственному желанию, принимая или предлагая битву.  
— Ф. Меринг. Очерки по истории войн и военного искусства. — М.: Воен. изд-во, 1941.
Период кабинетных войн сменился в конце XVIII века периодом народных войн, таких как война за независимость США и французские революционные войны.

## Примеры кабинетных войн
- Деволюционная война
- Франко-испанская война (1683—1684)
- Война Аугсбургской лиги
- Война за испанское наследство
- Война четверного альянса
- Война за польское наследство
- Война за австрийское наследство
- Семилетняя война
- Война за баварское наследство